# Evidenzbureau
L'Evidenzbureau o Evidenzbüro è stato il servizio di spionaggio militare austro-ungarico, dipendente dallo stato maggiore generale.

## Le origini

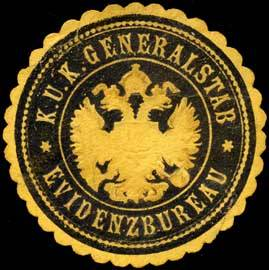
Sigillo dell'Evidenzbureau

L'Evidenzbureau nasce nel 1850 quale primo servizio segreto militare austro-ungarico e debutta con la seconda guerra di indipendenza del 1859 e con la guerra austro-prussiana del 1866. In entrambi i casi produrrà risultati deludenti a detta degli storici austriaci. Negli anni a seguire affina comunque una discreta esperienza partendo dall'osservazione e dalla raccolta di informazioni provenienti dal nutrito corpo diplomatico accreditato a Vienna.

## Il servizio in azione
Alla fine del XIX secolo con l'intensificarsi della concorrenza delle grandi potenze europee, si rafforza anche l'attività del servizio segreto militare austro-ungarico. Con il mutato interesse imperiale, dovuto al cosiddetto "inorientamento", l'attività di spionaggio si rivolge verso Sud e verso Est, ovvero in direzione dei Balcani e della Russia. Una minore attività, non priva di successi viene rivolta in direzione dell'Italia nel primo decennio del nuovo secolo.
Questa intensificata attività fu ben ricambiata dalla Russia, come dimostra la crisi politica e militare nazionale scatenata dalla scoperta nel 1913 del doppio gioco a favore di Mosca di Alfred Redl, già vicecapo reggente dell'Evidenzbureau.
Con lo scoppio della guerra, l'Evidenzbureau fu potenziato significativamente, sia in termini di nuove funzioni legate allo spionaggio ed ai nuovi mezzi e tecniche di trasmissione, sia per quanto concerne la forza operativa. Negli ultimi anni di guerra l'Evidenzbureau del colonnello Max Ronge entrò, per l'attività di controspionaggio, in stretto coordinamento con la Staatspolizei (StaPo), e contò, come forza effettiva su 300 ufficiali, 50 impiegati, 400 agenti di polizia, 600 soldati e 600 informatori.
Per quanto concerne l'attività di spionaggio all'estero, a differenza dei servizi militari di altre potenze europee, l'Evidenzbureau si coordinò efficacemente con il personale diplomatico del ministero degli Esteri.

## Capi dell'Evidenzbureau
- maggiore Anton Ritter von Kalik, 1850-64
- colonnello Georg Ritter von Kees, 1864-66
- colonnello Josef Pelikan von Plauenwald, 1866-69
- tenente colonnello Franz Weikhard, 1869-70
- colonnello Ludwig Edler von Cornaro, 1870-71
- colonnello Rudolf Ritter von Hoffingen, 1871-76
- colonnello Adolf Ritter von Leddihn, 1876-79
- colonnello Karl Freiherr von Ripp, 1879-82
- colonnello Hugo Ritter Bilimek von Waissolm, 1882-86
- colonnello Edmund Ritter Mayer von Wallerstein und Marnegg, 1886-92
- tenente colonnello Emil Freiherr Woinovich von Belobreska, 1892-96
- renente colonnello Desiderius Kolosvary de Kolosvar, 1896-98
- colonnello Artur Freiherr Giesl von Gieslingen, 1898-1903
- colonnello Eugen Hordliczka, 1903-09
- colonnello August Urbanski von Ostrymiecz, 1909-14
- colonnello Oskar von Hranilovic-Cvetassin, 1914-17
- colonnello Maximilian Ronge, 1917-18

Capo interinale del servizio dal 1908 al 1912 fu il colonnello Alfred Redl, famoso doppiogiochista al servizio dei russi.